# Bulacan

Bulacan

Bulacan – prowincja na Filipinach, położona w centralnej części wyspy Luzon.
Od zachodu granicę wyznacza Zatoka Manilska, od południa graniczy z Metro Manila i prowincją Rizal, od wschodu z prowincjami Quezon i Aurora, od północy z prowincjami Nueva Ecija i Pampanga. Powierzchnia: 2774,85 km². Liczba ludności: 2 826 936 mieszkańców (2007). Gęstość zaludnienia wynosi 1018,8 mieszk./km². Stolicą prowincji jest Malolos.